# Бисениек, Анастасия Александровна
Анастасия Александровна Бисениек (урожд. Финогенова; 1899, Дно — 1943, дер. Заполянье, Ленинградская область) — организатор антифашистского сопротивления и фактический руководитель дновской подпольной организации во время немецкой оккупации на территории Псковской области. Расстреляна оккупантами. В 1965 году удостоена звания Героя Советского Союза (посмертно).

## Детство, юность и довоенные годы

### Детство, семья и работа в Петрограде
Анастасия родилась в 1899 году в семье Александра Павловича Финогенова, работавшего стрелочником и сцепщиком на станции Дно, и его жены Гликерии Степановны. Русская. В семье Финогеновых было 8 детей: 4 сына (Александр, Василий, Павел и Сергей) и 4 дочери (Анастасия, Евгения, Елизавета, Клавдия). Отец Анастасии Александр Финогенов в 1914 году был призван в царскую армию, через несколько лет был демобилизован инвалидом, вернулся в Дно, занявшись ремонтом сапог и получив репутацию хорошего сапожного мастера.
Получив начальное образование, Анастасия непродолжительное время работала на станции, а в 1914 году перед уходом в армию отец отвёз её в Петроград и устроил через родственников на работу на швейную фабрику. В 1917 году, через несколько дней после Октябрьской революции, в её жизни произошла трагедия — во время ночного патрулирования был убит её возлюбленный Борис, с которым она познакомилась во время работы в Петрограде и который долгое время работал в большевистском подполье.

### Замужество, рождение детей и жизнь в Латвии
В 1919 году Анастасия вернулась в Дно и устроилась работать в интернате при железнодорожной школе, а в 1921 году вышла замуж за беженца-латыша Фёдора Бисениека и взяла его фамилию, вскоре у них родился сын Юрий. В 1922 году Фёдор получил разрешение вернуться в Латвию, где у него оставалась семья, и уехал, не предупредив Анастасию. Не зная об этом, она вместе с малолетним сыном поехала разыскивать мужа, нелегально перешла границу и в течение 10 лет жила в Латвии, перебиваясь на низкоквалифицированных работах и родив второго сына Константина.

### Возвращение на родину и арест
Обратившись через родственников и знакомых за помощью к М. И. Калинину, она в 1932 году получила возможность вернуться в Советский Союз, и, вернувшись с двумя сыновьями в Дно, пошла работать на железнодорожный узел, где некоторое время была весовщиком товарной станции, затем — проводницей железнодорожных вагонов. По словам писателя-документалиста Н. В. Масолова, в 1937 году Анастасия, вероятно, по чьему-то доносу была арестована органами НКВД, но через некоторое время была освобождена; по сведениям проекта «Жертвы политического террора в СССР» со ссылкой на Книгу памяти Псковской области она была арестована 6 июня 1938 года, а 27 октября приговорена «особой тройкой» УНКВД Ленинградской области к 10 годам лишения свободы по статье 58-9-11 УК РСФСР; 18 сентября 1939 года дело было прекращено, впоследствии она была реабилитирована. После освобождения Анастасия вернулась работать на станцию и познакомилась с Василием Ивановичем Зиновьевым, бывшим в то время председателем дновского райисполкома, а впоследствии ставшим командиром партизанского отряда.

## Подпольная работа на оккупированной территории

### Организация подпольной работы в городе Дно и его окрестностях
18 июля 1941 года В. И. Зиновьев и работавший секретарём райкома ВКП(б) М. И. Тимохин, предвидя отход оборонявшихся частей 22-го стрелкового корпуса и наступление немецких войск, решили организовать партизанский отряд (впоследствии он получил название «Дружный», Зиновьев стал его командиром, Тимохин — комиссаром, а старший сын Анастасии Юрий — бойцом партизанского отряда и связным). Перед уходом из города они встретились с Анастасией Бисениек, предложив ей стать старшей в группе советских патриотов, оставляемых в городе для борьбы с немецкой оккупацией, организовав при этом наблюдение за ситуацией в городе и на железнодорожном узле, взаимодействие с партизанами-связными (которых обещали периодически присылать из леса), конспиративные встречи на квартире у своего отца-сапожника (в доме которого постоянно появлялись многочисленные посетители, нуждавшиеся в ремонте обуви, а появление в их доме случайных людей не вызывало подозрений), вербовку новых подпольщиков среди оставшихся в городе жителей и по возможности — задержать движение поездов в сторону Ленинграда (опасаясь наступления на Ленинград, советское командование поставило перед партизанскими соединениями задачу дезорганизовать работу транспортных коммуникаций немецких соединений, в частности — на дорогах из Прибалтики и Дновском узле). Работая в подполье, Анастасия и её родные сильно сочувствовали ленинградским блокадникам и гордились тем, что своей работой облегчают положение ленинградцев, радовались прорыву кольца блокады Ленинграда в феврале 1943 года.
Анастасия приняла предложение Зиновьева, отказавшись от возможности эвакуироваться в тыл и оставшись с младшим сыном Константином в городе, который на следующий день, 19 июля, был оккупирован немецкими войсками. Во время одного из первых визитов в паровозное депо Анастасия случайно встретилась с бывшим белогвардейским офицером Ризо, сотрудничавшим с оккупационной администрацией (впоследствии он был назначен бургомистром); считая, что Анастасия должна быть обижена на советскую власть и легко может пойти на сотрудничество с гитлеровцами, он предложил ей сотрудничать с оккупационной администрацией. Анастасия сделала вид, что согласилась с этим предложением.
Начиная с августа 1941 года, с разрешения оккупационных властей в городе были организованы воскресные базары. В один из первых базарных дней Евгения, сестра Анастасии, работавшая учительницей в селе Лукомо, привезла в отцовский дом советские агитационные листовки, разбросанные с самолёта. Анастасия попросила сестру взять под наблюдение дороги возле села Лукомо и по возможности сообщать ей о передвижении воинских частей, а листовки на следующий день распространила среди рабочих паровозного депо, привлечённых оккупационной администрацией к принудительным работам по ремонту паровозов и вагонов; впоследствии Евгения неоднократно навещала Анастасию, передавая ей листовки и информацию о передвижениях немецких частей и действиях советских партизан в районе Лукомо. Впоследствии Анастасия неоднократно распространяла в депо советские листовки, а также тиражи подпольно издававшейся газеты «Дновец», призывавшая рабочих саботировать работы на транспорте, организовывать заторы и крушения, портить железнодорожные пути и подвижной состав.
Анастасия привлекла к подпольной работе и обучила двух молодых помощниц-комсомолок — Зинаиду Егорову и Нину Карабанову. Зина Егорова, работавшая до войны телефонисткой на военном складе, а во время войны — официанткой в столовой при немецком аэродроме и общавшаяся с лётчиками и техническим персоналом, организовала записи сводок Совинформбюро из Москвы, а впоследствии — установила контакт с разведчиками Красной Армии и помогла им организовать взрыв штаба авиационной части. Десятиклассница Нина Карабанова, устроившись на работу уборщицей в воинской части и будучи привлечённой к уборке урожая в питомнике, установила связь с советскими военнопленными и передавала им еду, гражданскую одежду, медикаменты, листовки; одному из военнопленных, обратившемуся за помощью, Анастасия через Нину передала карту и компас, что позволило нескольким военнопленным бежать; впоследствии Нина установила связь с подпольщиками посёлка Скугры, в котором был организован побег военнопленных в партизанский отряд.
Через сельскую учительницу Е. И. Иванову Бисениек установила связь с подпольем деревни Ботаног, фактически находившуюся под контролем партизан. В 1942 году партизанский разведчик Дмитрий Яковлев, работавший до войны машинистом и бежавший из плена, направился на явку в дом Бисениек, имея намерение заодно навестить родителей, но не позаботился о поддельных документах, и при проверке попался одному из немецких полицаев, который узнал его как фигуранта некоего списка и арестовал его. Арест Яковлева встревожил Анастасию; сестра Евгения предложила ей вместе уйти из города, но Анастасия отказалась, понимая, что в этом случае гитлеровцы начнут аресты её родственников и тех, с кем она открыто контактировала. Вскоре Анастасию и Евгению вызвали на допрос, а затем показали их избитому Яковлеву, но он упорно отрицал знакомство с сёстрами; вскоре их отпустили, а его расстреляли.
По воспоминаниям младшего сына Анастасии Константина, 4 января 1943 года Анастасия попросила Константина съездить на лыжах к железнодорожному мосту в 5-6 километрах от города и узнать количество и расположение немецких орудий, охранявших мост; выполняя задание, он был замечен немецким солдатом и попал под автоматную очередь, но не пострадал, одна из пуль расколола лыжу. Через несколько дней эти орудия были уничтожены десантниками, а Анастасия, подозревая гибель старшего сына Юрия, пообещала больше не отпускать Константина в разведку.

### Связь с партизанским отрядом Зиновьева
Первым связным, отправленным к Анастасии из партизанского отряда В. И. Зиновьева, стал её сын Юрий, который рассказал матери о переходах отряда, расположившегося на юго-западной окраине Дновского района вблизи озера Белого. Она в свою очередь рассказала сыну то, что ей удалось узнать о состоянии дел в оккупированном городе, включая информацию о расположении комендатуры, охранной роты, временного аэродрома и замаскированных немецких орудий (которые спустя несколько дней были уничтожены советскими бомбардировщиками), о ходе ремонтных работ в депо, а также о жителях города, сотрудничавших с оккупационной администрацией. Впоследствии и другие связные партизанского отряда Зиновьева (который впоследствии был присоединён к 2-й Ленинградской партизанской бригаде под командованием Н. Г. Васильева и ушёл из района, организовав серию диверсий на дорогах) ходили на связь в Дно, передавая Анастасии советские газеты, агитационные листовки, различные поручения и получая от неё информацию о положении дел в оккупированном городе.
2 октября на участке Вязье — Бакач линии Новосокольники — Дно (южнее станции Дно) партизанским отрядом Зиновьева была организована крупная диверсия с подрывом эшелона (сведения о движении и вынужденной стоянке которого были оперативно переданы Зиновьеву через связного Анастасией Бисениек, получившей их от неизвестного информатора) с двумя паровозами и платформами с танками и орудиями, что вызвало длительное нарушение железнодорожного сообщения и задержало переброску Испанской дивизии и 227-й пехотной дивизии. В начале ноября Бисениек сообщила Зиновьеву о готовящемся к отправке и усиленно охраняемом крупном эшелоне с военной техникой; ночью возле станции Бакач эшелон, шедший на двойной паровозной тяги и сопровождаемый охранением, был подорван диверсионной группой из 5 человек, в состав которой входил старший сын Анастасии Юрий, и которая после проведения диверсии благополучно добралась до расположения отряда.
К началу зимы 1941/42 года оккупационные власти предприняли ряд мер по усилению охраны станции, деповских мастерских и воинских эшелонов, и количество диверсий на железных дорогах стало меньше, а в январе 1942 года пришла тревожная весть из партизанского отряда «Дружный», с которым Анастасия поддерживала связь: во время одного из январских боёв 1942 года в городе Холм, где 2-я Ленинградская партизанская бригада совместно с 3-й ударной армией выполняла задачу по освобождению города от немецкой оккупации в ходе Торопецко-Холмской операции, погиб командир отряда В. И. Зиновьев (впоследствии, в 1944 году ему было посмертно присвоено звание героя Советского Союза). Сын Анастасии Юрий был серьёзно ранен, но вынесен из зоны обстрела товарищем Александром Ивановым и впоследствии награждён медалью «За отвагу».

### Организация диверсий на железной дороге
В декабре 1941 года три известных в городе машиниста Ф. Н. Давыдов, В. Э. Капустин и С. А. Скриповский, участвовавшие в боевых действиях в составе 95-го партизанского отряда, вернулись со специальным заданием в Дно и обратились к распоряжавшемуся в депо немецкому специалисту Мюллеру, выразив желание найти хорошую оплачиваемую работу в депо, и вскоре были допущены к работе. Капустин обратился к Бисениек и попросил добыть взрывчатки. На следующий день Анастасия под видом пакета с картошкой передала Капустину, появившемуся возле рынка со своими товарищами, имитировавшими сильное опьянение, мину, покрытую клейким составом и обсыпанную угольной пылью. В один из январских дней 1942 года взрывчатка, полученная от Бисениек, была тайно заложена в топку паровоза и вызвала крушение воинского эшелона. Немецкие эксперты установили причину взрыва, а в паровозное депо были отправлены агенты ГФП (немецкой военной полиции), однако группа машинистов на свой страх и риск решила продолжить свою деятельность и организовала второе крушение. На следующий день машинистов арестовали, и в феврале 1942 года расстреляли; Анастасия тяжело переживала гибель машинистов.
После гибели группы Капустина диверсии на железнодорожном узле на некоторое время прекратились, а все казавшиеся немцам подозрительными машинисты и рабочие были уволены из депо. Тогда Анастасия решила привлечь к работе пожилого машиниста И. В. Филюхина, с которым поддерживала связь ещё с осени, но никаких поручений не давала. Филюхин пользовался особым доверием гитлеровцев и имел право беспрепятственного хождения по путям. Утром 23 февраля Анастасия отнесла Филюхину в депо взрывное устройство, завёрнутое в валенок и замаскированное под бутылку с самогоном. Через 2 дня отремонтированный в депо паровоз взорвался на станции Сольцы, вызвав крушение, в котором погибло много военной техники. Спустя неделю новый подрыв был организован Бисениек и Филюхиным в самом Дно, впоследствии — организовано несколько диверсий с подрывом немецких эшелонов на различных направлениях железной дороги; Филюхин закладывал переданные Анастасией паровозные мины с помощью знакомых машинистов, рекомендуя им организовывать взрывы подальше от города и беречь при этом свои жизни.

## Арест и гибель

### Первый арест
Летом 1943 года Анастасия Бисениек была неожиданно арестована агентами ГФП. У немецкой тайной полиции не было улик против неё, и следователь пытался склонить её к сотрудничеству с немецкой контрразведкой. Она отказалась от сотрудничества, сославшись на больных родителей; на какое-то время следователь потерял к ней интерес, но из тюрьмы не выпустил. Через месяц после ареста Анастасию освободили из тюрьмы так же неожиданно, как и арестовали; как впоследствии выяснилось, это было сделано по рекомендации резидента зондерштаба «Р» Бориса Врангеля, который посоветовал начальнику абвергруппы выпустить Анастасию и организовать за ней слежку, чтобы выявить её контакты. Понимая, что за ней будут следить, Анастасия всё же решилась встретиться с Филюхиным, но при встрече он дал понять, что за ним также установлена слежка (спустя 2 месяца Филюхина арестовали и отправили в концлагерь, не получив против него никаких улик; после войны он вернулся в Дно и вскоре умер, не успев никому рассказать о работе дновского подполья). Вернувшись домой, Анастасия от отца узнала о массовых арестах в Скуграх подпольщиков, пытавшихся организовать побег группы военнопленных, начавшихся после того, как агент «Анатолий», задержанный в Дно (впоследствии расстрелянный партизанами), выдал Василия Лубкова и Дусхальду Эрман. Дусхальда Эрман была вскоре арестована и расстреляна, Василий Лубков отправлен в Заполянский лагерь смерти.

### Второй арест
Понимая безвыходность своего положения и предчувствуя новый арест, Анастасия решила во что бы то ни стало передать ленинградским партизанам, вновь активизировавшим диверсионную деятельность, оставшиеся у неё связи с уцелевшими подпольщиками и, покинув ночью город, трое суток ходила по окрестным деревням, пока не нашла нужных ей людей. Возвращаясь домой, Анастасия узнала от знакомых, что её родителей и сына Константина арестовали. Догадываясь о смерти старшего сына Юрия (он погиб в 1942 году в результате несчастного случая во время отдыха в партизанском лагере) и опасаясь за жизнь младшего сына Константина, Анастасия отказалась от мысли скрыться из города и вернулась домой, где её ждала засада; её тут же арестовали, а её родителей и сына выпустили (отец Анастасии вскоре заболел и умер).
В августе 1943 года Анастасию отправили в Порхов, где контрразведчики из отделения СД фон Фогель, Тродлер, Тимман и Михельсон пытались склонить её к сотрудничеству и заставить выдать оставшихся подпольщиков. Следователь Тимман подверг её пытке электрошоком; она несколько раз теряла сознание, но отказывалась говорить. Через некоторое время оберштурмфюрер Тродлер решил применить к ней новое испытание, получившее известность как «пытка жаждой жизни»; его смысл заключался в том, что «если после мучительной пытки узнику дать возможность побывать на воле, побродить в парке, хорошо покушать и выпить, он дрогнет, станет на колени». В одну из августовских ночей Тродлер вывез Анастасию на окраину Порхова к руинам древней крепости и дал ей возможность погулять и посидеть на берегу реки Шелони. Но и после этого она в грубой форме отказалась от сотрудничества с гитлеровцами.

### Заполянский лагерь смерти
После того, как Анастасия отказалась от сотрудничества с Тродлером, он приказал отправить её к «одноглазому дьяволу» — в Заполянский лагерь, находившийся недалеко от Порхова, комендантом которого работал одноглазый унтерштурмфюрер Гембек. В Заполянском лагере, где содержались и подвергались пыткам подпольщики, партизаны и военнопленные, отказывающиеся от сотрудничества с немецкими властями, и за 10 месяцев существования которого было убито более трёх тысяч человек, Анастасия старалась всячески помогать другим пленным и пользовалась их уважением. Через Александру Лубкову — жену попавшего в плен партизана Василия Лубкова (впоследствии бежавшего из лагеря, но погибшего на пути домой), которая приходила к мужу на свидание — Анастасия передала своим родным информацию о своём местонахождении.
Сын Анастасии Константин узнал о местонахождении матери и несколько раз навещал её, совершая пешие переходы из Дно в Заполянье и пользуясь разрешением разговаривать через проволоку. 18 сентября 1943 года Константин последний раз навестил мать; догадываясь о том, что её вскоре расстреляют и опасаясь, что и его могут арестовать, она велела ему больше её не навещать, а уйти из города в лес к партизанам. Константин обдумывал возможность спасти мать, но понимал, что он со своими несколькими товарищами вряд ли сможет организовать побег матери, измученной к тому же длительным заключением и пытками, из сильно охраняемого лагеря. Выполняя указание матери, он со своим другом Константином Ивановым покинул Дно и ушёл в лес к партизанам, впоследствии стал солдатом Красной Армии, после демобилизации работал инженером в Нижнем Тагиле и Новгороде, дожил до преклонных лет.
13 октября 1943 года Анастасию по указанию коменданта лагеря Гембека расстреляли. В ноябре 1943 года, за 3 месяца до освобождения желеднодорожного узла Дно войсками 2-го Прибалтийского и Ленинградского фронтов, предвидя наступление Красной Армии, оккупационные власти решили ликвидировать Заполянский лагерь, организовали раскопки и сожжение останков всех погибших в Заполянском лагере за 10 месяцев его существования.

## Память

Памятный знак на станции Дно

Указом Президиума Верховного Совета СССР от 8 мая 1965 г. № 3574-VI (накануне 20-летия Победы в Великой Отечественной войне) Бисениек Анастасии Александровне, участнице дновской подпольной организации (Псковская область) и ещё 8 участникам подпольных организаций и партизанских отрядов присвоено звание Героя Советского Союза (8 из 9 — посмертно).
На железнодорожной станции Дно на постаменте установлена гранитная мемориальная доска с надписью «Здесь, на станции Дно, в период временной немецко-фашистской оккупации города работала участница подпольной организации, Герой Советского Союза Бисениек Анастасия Александровна. Мужественная патриотка зверски замучена фашистскими палачами в октябре 1943 года. Вечная слава героям, отдавшим свою жизнь за свободу и независимость нашей Родины». Экспозиция истории дновского подполья создана в музее локомотивного депо Дно. Имя Бисениек присвоено одной из центральных улиц города Дно.
В 1980-е годы судьбой Анастасии Бисениек заинтересовался ленинградский писатель-документалист Николай Виссарионович Масолов, который встретился с её родственниками, бывшими участниками дновского подполья и действовавших в районе партизанских отрядов и составил подробное жизнеописание.